# Angelina Jolie
Angelina Jolie, nata Angelina Jolie Voight (Los Angeles, 4 giugno 1975), è un'attrice, produttrice cinematografica, regista, filantropa e sceneggiatrice statunitense.
Ha raggiunto notorietà internazionale interpretando l'eroina dei videogiochi Lara Croft nei film Lara Croft: Tomb Raider (2001) e Lara Croft: Tomb Raider - La culla della vita (2003). Ha vinto tre Golden Globe consecutivi: nel 1998 per il film tv George Wallace, nel 1999 per Gia - Una donna oltre ogni limite e nel 2000 per Ragazze interrotte, per il quale ha anche vinto l'Oscar alla miglior attrice non protagonista. Nel 2009 ha ricevuto una seconda candidatura agli Oscar alla miglior attrice per la sua interpretazione in Changeling. Nel 2014, durante la cerimonia dei Governors Award le è stato conferito l'Oscar Premio umanitario Jean Hersholt.
Jolie è stata più volte dichiarata la donna più affascinante e bella del mondo. È stata inserita nella lista delle 100 persone più influenti del mondo redatta dalla rivista TIME. 
Nel 2013 è stata l'attrice più pagata di Hollywood con un reddito di 33 milioni di dollari. Nel 2015, secondo un sondaggio condotto da YouGov, è stata "la donna più ammirata al mondo" grazie all'attività di beneficenza, alle cause umanitarie sostenute e al ruolo di "ambasciatrice di buona volontà" per l'Alto commissariato delle Nazioni Unite per i rifugiati (UNHCR). Nel maggio dello stesso anno la rivista Forbes l'ha inserita nella sua lista delle 100 donne più potenti al mondo, classifica nella quale era già stata inserita in precedenza.

## Biografia
Nata a Los Angeles, in California, è figlia dell'attore Jon Voight, premio Oscar per Tornando a casa, e dell'attrice Marcheline Bertrand; è sorella di James Haven, nipote del cantautore Chip Taylor e figlioccia di Jacqueline Bisset e Maximilian Schell. Ha origini slovacche e tedesche da parte di padre. La madre scelse come secondo nome Jolie, che in lingua francese significa carina. Dopo la separazione dei genitori, nel 1976, Angelina e il fratello crebbero a Palisades, nello Stato di New York, con la madre che abbandonò ogni aspirazione artistica per prendersi cura dei figli. Influenzata dalla recitazione della madre, dopo aver visto i suoi film, Angelina aspira a diventare attrice, esordendo a soli sette anni, al fianco del padre, nel film Cercando di uscire di Hal Ashby.
A soli undici anni entra al Lee Strasberg Theatre and Film Institute, che frequenta per due anni, apparendo in diverse produzioni. Successivamente frequenta la Beverly Hills High School, dove vive una forma di disagio nei confronti dei ragazzi di famiglie più facoltose, poiché, vivendo con la madre, doveva sopravvivere con un reddito modesto. Durante gli anni degli studi era oggetto delle prese in giro di alcuni studenti, per il suo fisico esile e per il fatto di portare gli occhiali e l'apparecchio per i denti. Questo suo disagio portò la giovane Angelina all'autolesionismo: si provocava cioè delle ferite con coltelli che lei stessa collezionava. Durante quel periodo cominciò a diventare una dark; a quattordici anni sognava di diventare un necroforo, indossava solo abiti neri e si era tinta i capelli di viola. Due anni più tardi, tornò a recitare in teatro, conseguì il diploma e arrivò sul set del videoclip di Alta marea di Antonello Venditti.
Dopo la separazione dei genitori per molti anni non ebbe rapporti con il padre, e ogni tentativo di riconciliazione fu vano. Vi fu un significativo riavvicinamento quando padre e figlia recitarono assieme in Lara Croft: Tomb Raider del 2001, ma i rapporti si incrinarono nuovamente dopo che il padre concesse un'intervista al programma della NBC Access Hollywood, dichiarando che la figlia soffriva di disturbi mentali fin da piccola. Nel luglio 2002 l'attrice presenta una richiesta per cambiare legalmente il suo nome in "Angelina Jolie", togliendo il cognome paterno Voight; il cambiamento di nome è ufficializzato il 12 settembre 2002.
La Jolie è stata al centro di alcune controversie a proposito del suo profondo legame con il fratello: sul palco della notte degli Oscar del 2000, l'attrice dichiarò il suo profondo amore per il fratello e in seguito i due furono visti scambiarsi un bacio sulle labbra, alimentando i pettegolezzi su un loro possibile rapporto incestuoso, che l'attrice si affrettò a negare.
Angelina Jolie ha perso la madre per un cancro alle ovaie il 27 gennaio 2007.

## Carriera

### Primi lavori e la vittoria dell'Oscar
Poco più che quattordicenne comincia a lavorare nella moda come modella. Il suo lavoro la porta a viaggiare tra gli Stati Uniti e l'Europa, toccando città come Londra, New York e Los Angeles, Milano, Napoli; in quel periodo appare in diversi videoclip musicali per artisti come Meat Loaf (Rock & Roll Dreams Come Through), Antonello Venditti (Alta marea), Lenny Kravitz (Stand by My Woman) e The Lemonheads (It's About Time).
Tornata negli Stati Uniti, ritorna a recitare in teatro dove interpreta il ruolo di una mistress tedesca, inoltre partecipa a cinque film studenteschi realizzati dal fratello, mentre frequentava la USC School of Cinematic Arts, la scuola di cinema della University of Southern California, ma la sua carriera cinematografica da professionista ha inizio nel 1993 quando partecipa al film a basso costo Cyborg 2, dove interpreta Casella "Cash" Reese, un robot dalle sembianze umane. Il primo ruolo da protagonista in un film hollywoodiano è in Hackers del 1995, il film riscuote poco successo al botteghino ma nel corso degli anni diventa un piccolo cult movie.
Nel 1996 cerca fortuna in Italia, sottoponendosi a un provino per Jolly Blu, un film di Stefano Salvati il quale l'aveva già diretta nel videoclip di Antonello Venditti Alta marea, ma le fu preferita Alessia Merz perché a detta del regista era troppo sexy per la parte.
Nel 1997 recita nel film televisivo George Wallace, bio-pic sulla vita del governatore dell'Alabama George Wallace, interpretando il ruolo della seconda moglie Cornelia Wallace, ruolo che le fa vincere il suo primo Golden Globe. L'anno successivo, sempre in una produzione televisiva, vince il suo secondo Golden Globe per l'interpretazione in Gia - Una donna oltre ogni limite del controverso ruolo della modella Gia Carangi, morta di AIDS a soli 26 anni; per la stessa interpretazione vince anche un Screen Actors Guild Award. Sempre nel 1997 interpreta una spogliarellista che vaga per le strade di New York nel videoclip per il brano dei Rolling Stones Anybody Seen My Babe.

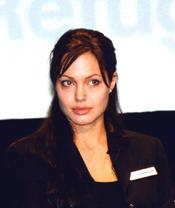
Angelina Jolie nel 2003

Dopo la lavorazione di Gia si trasferisce a New York e smette di recitare per un breve periodo in cui si iscrive all'Università di New York, studiando cinema e frequentando corsi di scrittura. Torna a recitare nel film gangster Hell's Kitchen - Le strade dell'inferno ma si mette in luce nel film Scherzi del cuore, dove recita al fianco di Sean Connery, Gena Rowlands e Ryan Phillippe, per la cui interpretazione si aggiudica un National Board of Review Awards 1998 per la miglior performance rivelazione femminile.
Nel 1999 lavora per il regista Mike Newell nel film Falso tracciato, la pellicola ottiene una tiepida accoglienza e la stampa, tra cui il Washington Post, critica l'interpretazione della Jolie. Nello stesso anno recita al fianco di Denzel Washington ne Il collezionista di ossa, adattamento cinematografico di un romanzo di Jeffery Deaver, in cui la Jolie interpreta Amelia Donaghy, un'agente di polizia ossessionata dal suicidio del padre poliziotto, basato su Amelia Sachs, personaggio letterario creato da Deaver.
Sempre nel 1999 ottiene un ruolo nel film Ragazze interrotte, dove impersona la sociopatica Lisa Rowe, per la sua interpretazione vincerà l'Oscar alla miglior attrice non protagonista. Nel corso della premiazione, la diva scandalizza pubblico e critica dichiarando il folle amore che la lega al fratello e sul palco della notte degli Oscar del 2000, i due si scambiano un bacio sulle labbra. Il giorno seguente alla notte degli Academy, i tabloid la definiscono immorale e incestuosa ed entra in un vortice di controversie e pettegolezzi, che lei, smentisce immediatamente. Contemporaneamente ha cominciato le riprese di Original Sin in Messico, thriller basato sul romanzo Waltz in Darkness di Cornell Woolrich, ma non ha molto successo al botteghino
Nell'estate del 2000 prende parte al suo primo blockbuster, Fuori in 60 secondi di Dominic Sena, al fianco di Nicolas Cage. Nonostante critiche negative il film diviene il suo primo successo a livello internazionale incassando oltre 200 milioni di dollari.

### Successo internazionale dal 2001 al 2005
Lara Croft: Tomb Raider è il suo primo e vero successo commerciale che la innalza allo status di superstar internazionale. Nel film veste i panni della sensuale eroina Lara Croft del videogioco Tomb Raider, per il ruolo l'attrice si è sottoposta a molte scene di combattimento dopo essersi esercitata per mesi nelle arti marziali. Dopo il successo di Lara Croft: Tomb Raider, recita in Una vita quasi perfetta, film che non riscontra molto successo al botteghino e la critica non apprezza la sua interpretazione.
Nel 2003 riprende i panni di Lara Croft nel film Lara Croft: Tomb Raider - La culla della vita, ma il sequel si dimostra meno lucrativo della precedente pellicola. Nello stesso anno è protagonista di Amore senza confini, storia d'amore tra due operatori umanitari in Africa. Nonostante il film rispecchi i reali interessi dell'attrice nel promuovere gli aiuti umanitari, è un ennesimo flop di pubblico e critica. Nel 2004 è al fianco di Ethan Hawke in Identità violate, dove interpreta un'agente dell'F.B.I. esperta di profili criminali alla caccia di un serial killer.
Nel 2004 presta la sua voce al pesce angelo Lola nel film d'animazione della DreamWorks Shark Tale e ottiene un ruolo minore nel film di fantascienza Sky Captain and the World of Tomorrow, realizzato interamente di fronte al bluescreen. Sempre nel 2004 interpreta il ruolo di Olimpiade nel controverso film di Oliver Stone Alexander, film biografico sulla vita di Alessandro Magno. Nel 2005 recita al fianco di Brad Pitt nella commedia d'azione di Doug Liman Mr. & Mrs. Smith, nel film la Jolie e Pitt interpretano John e Jane Smith, una coppia di coniugi annoiati che scoprono di essere entrambi killer a pagamento. Il film ha guadagnato 478 milioni di dollari in tutto il mondo, divenendo uno dei più grandi successi del 2005.

### Dal 2006 a oggi

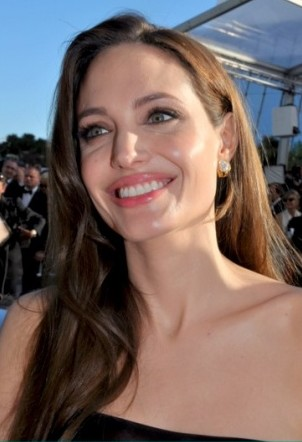
Angelina Jolie al Festival di Cannes 2011

Nel 2006 viene diretta da Robert De Niro in The Good Shepherd - L'ombra del potere, film sulla storia della CIA raccontata dal punto di vista di Edward Wilson, interpretato da Matt Damon. Nel film la Jolie ricopre la parte della moglie trascurata di Wilson, Margaret Russell. Presentato fuori concorso al 60º Festival di Cannes, nel 2007 recita in A Mighty Heart - Un cuore grande di Michael Winterbottom basato sulle memorie di Mariane Pearl, vedova del giornalista del Wall Street Journal Daniel Pearl, rapito e ucciso a Karachi in Pakistan dai fondamentalisti islamici, il 1º febbraio 2002.
Interpreta il ruolo della madre di Grendel ne La leggenda di Beowulf di Robert Zemeckis, film interamente realizzato con la tecnica della motion capture. Nel 2008 recita in Wanted - Scegli il tuo destino del regista russo Timur Bekmambetov, basato sull'omonima graphic novel che la vede recitare al fianco di James McAvoy e Morgan Freeman. Dopo aver doppiato Tigre nel film d'animazione Kung Fu Panda, viene diretta da Clint Eastwood nel drammatico Changeling, presentato in anteprima al Festival di Cannes, per il quale viene candidata all'Oscar come miglior attrice.
Nel 2010 lavora al fianco di Johnny Depp nel film The Tourist, per la regia di Florian Henckel von Donnersmarck, remake del film francese Anthony Zimmer, per la cui interpretazione ottiene una candidatura al Golden Globe 2011.
Nel 2011 esordisce come regista nel film Nella terra del sangue e del miele, una storia ambientata tra il 1992 e il 1995 in Bosnia, durante la guerra dei Balcani. Il film è uscito nelle sale statunitensi nel dicembre del 2011 ed è stato candidato durante i Golden Globe del 2012 nella categoria miglior film straniero.
Nel 2014, dopo tre anni di assenza sul grande schermo, Angelina è protagonista del film della Walt Disney Pictures Maleficent, trasposizione cinematografica nel cartone animato La bella addormentata nel bosco, dove la Jolie interpreta Malefica. La principessa Aurora da adolescente è interpretata da Elle Fanning, mentre da bambina è interpretata da Vivienne Marcheline Jolie-Pitt, figlia della stessa Jolie e Brad Pitt. Nel luglio dello stesso anno termina le riprese del suo secondo film da regista, Unbroken, che ha anche prodotto. Il film narra la storia vera dell'atleta olimpionico Louis "Louie" Zamperini, che durante la seconda guerra mondiale, dopo un incidente aereo, riuscì a sopravvivere su una zattera per 47 giorni, per poi essere catturato dalla Marina giapponese ed essere mandato in un campo di prigionia. Il film riceve tre nomination agli oscar.

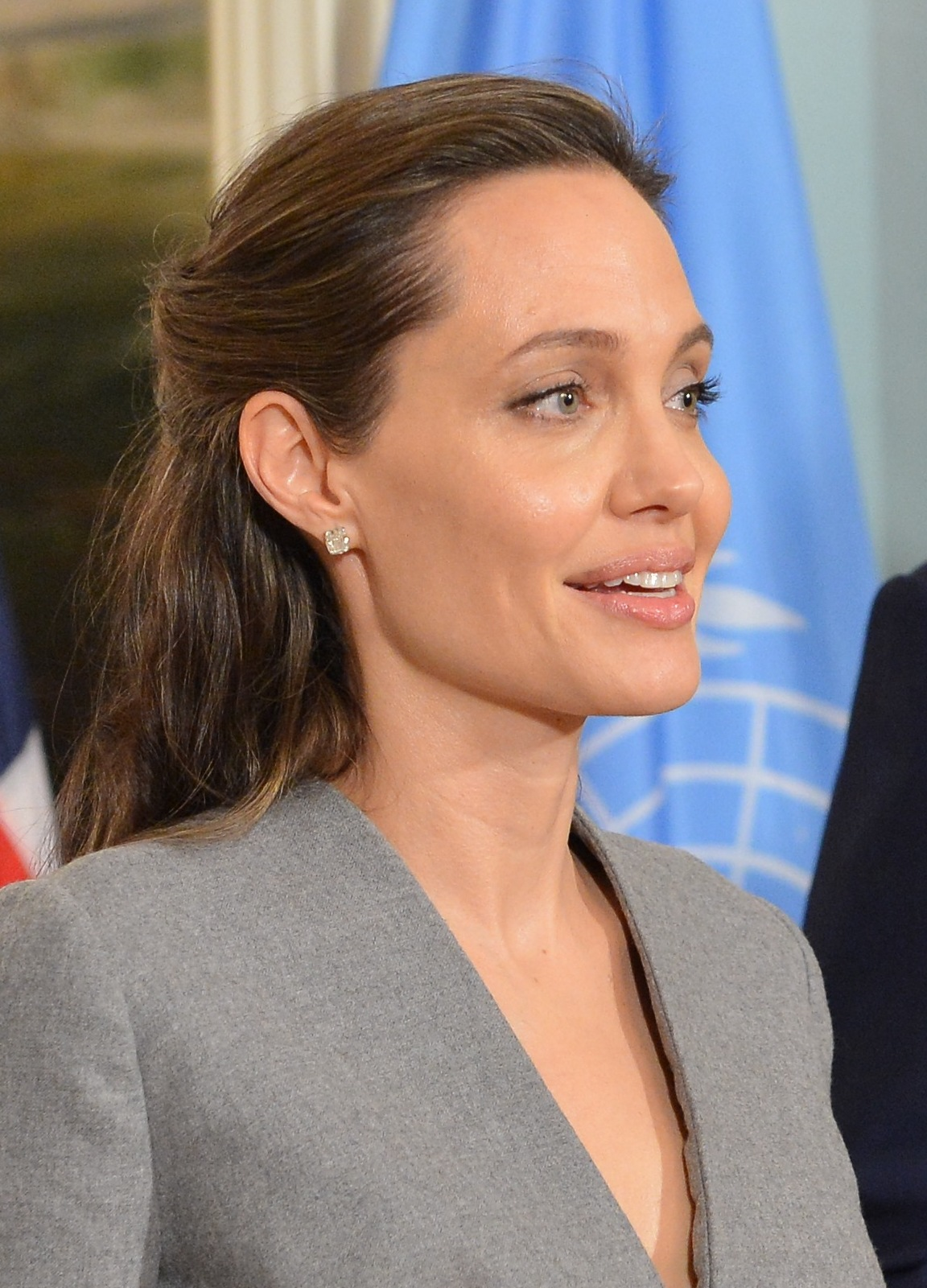
Angelina Jolie alla giornata mondiale dei profughi nel 2016

Nel 2015 viene classificata in settima posizione dalla rivista Forbes, con un guadagno di 15 milioni di dollari. Nello stesso anno è uscito il film By the Sea, del quale, oltre a essere coprotagonista accanto a Brad Pitt, la Jolie è stata anche produttrice e regista. La pellicola è stata un insuccesso commerciale, recuperando solo un terzo dei costi nelle sale.
Nel 2016 è regista, produttrice e co-sceneggiatrice del film Per primo hanno ucciso mio padre, basato sull'omonima biografia di Loung Ung, donna sopravvissuta al genocidio cambogiano perpetrato dal dittatore Pol Pot tra il 1977 e il 1979. La pellicola sarà distribuita direttamente sulla piattaforma Netflix. Nel gennaio 2017 la casa di moda Guerlain annuncia l'attrice come nuova testimonial del profumo Mon Guerlain Fragrance, e realizza uno spot intitolato Notes of a Woman, diretto dal regista Terrence Malick. Torna dietro la macchina da presa per dirigere la pellicola Per primo hanno ucciso mio padre, ambientata in Cambogia al tempo delle stragi dei Khmer rossi. Il film è stato presentato in anteprima mondiale il 2 settembre 2017 al Telluride Film Festival e successivamente al Toronto International Film Festival, mentre è stato distribuito sulla piattaforma di Netflix a partire dal 15 settembre 2017.
Nel 2019 torna a vestire i panni di Malefica nello spin-off Maleficent - Signora del male.
Nel 2021 recita nel film thriller Quelli che mi vogliono morto, diretto da Taylor Sheridan e basato sull'omonimo romanzo di Michael Koryta. Nello stesso anno entra nel Marvel Cinematic Univers interpretando Thena nel film Eternals di Chloé Zhao.
Nel 2024 interpreta il soprano greco Maria Callas nel film autobiografico Maria di Pablo Larraín.

## Vita privata
Insieme all'ex marito Brad Pitt possedeva un patrimonio di circa 380 milioni di dollari, di cui 209 del solo Pitt; possedeva anche diverse case, una a Los Angeles e un'altra a New Orleans, un castello a Miraval, nel sud della Francia, dal valore di 35 milioni di euro.
Per i cinquant'anni del marito, la Jolie ha comprato un'isola del valore di 12,2 milioni di dollari, situata nella costa orientale degli Stati Uniti, a 80 km da New York.
Nel 2005, la Jolie ha ottenuto la cittadinanza cambogiana dal re del paese Norodom Sihamoni, in riconoscimento del suo impegno per la tutela ambientale nel Paese asiatico. Infatti, l'attrice ha accettato di devolvere 5 milioni di dollari nei successivi 15 anni per la creazione di un santuario naturale nella ex roccaforte degli Khmer Rossi nella provincia di Battambang.
Ha dichiarato di essersi riavvicinata alla fede durante le riprese di Unbroken. In passato aveva dichiarato in un'intervista di non essere credente.

### Relazioni
Ha affermato di essere bisessuale: ha infatti confermato il legame con la coprotagonista di Foxfire, Jenny Shimizu.
Il 28 marzo 1996 ha sposato l'attore britannico Jonny Lee Miller, coprotagonista del film Hackers. Il matrimonio non ha avuto lunga durata: la coppia si è separata l'anno seguente per divorziare nel febbraio 1999.
Il 5 maggio 2000 ha sposato in seconde nozze l'attore Billy Bob Thornton, conosciuto sul set di Falso tracciato. La coppia ha dichiarato spesso pubblicamente il forte legame che li univa, suggellato da tatuaggi e un patto di sangue tra i due, conservando il sangue dell'altro in piccoli flaconcini appesi al collo; queste bizzarrie hanno attirato l'attenzione dei media, che hanno reso la coppia una delle più chiacchierate di Hollywood. Il matrimonio è finito con un divorzio nel maggio 2003.

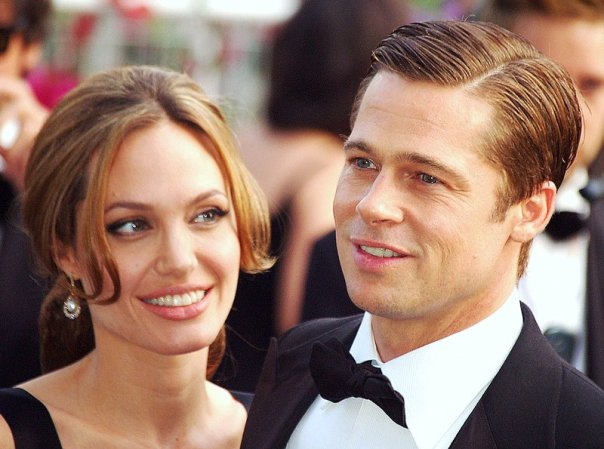
Angelina Jolie con il futuro marito Brad Pitt al Festival di Cannes 2007

Nel 2005 è stata coinvolta in uno scandalo, venendo accusata di essere stata la causa della fine del matrimonio tra gli attori Brad Pitt e Jennifer Aniston. Le accuse sostenevano che lei e Pitt avessero intrecciato una relazione sul set di Mr. & Mrs. Smith. L'attrice ha respinto ogni accusa; tuttavia, poco dopo ha ammesso di essersi innamorata sul set. La coppia Jolie-Pitt per molto tempo non ha commentato pubblicamente la natura del loro rapporto. Il continuo interesse dei media per la loro vita privata li ha resi una delle coppie più chiacchierate di Hollywood, per la quale la stampa ha coniato il termine Brangelina, dall'unione dei nomi dei due.
Nell'aprile 2012 la coppia Jolie-Pitt si è fidanzata ufficialmente. Si sono sposati il 23 agosto 2014 nel loro castello a Miraval, in Francia. Le foto delle nozze sono state vendute alle riviste Hello e People per 5 milioni di dollari, somma poi data in beneficenza alla Jolie-Pitt Foundation. Dopo il matrimonio l'attrice ha cambiato il cognome in Jolie-Pitt.
Nel settembre 2016 la Jolie ha presentato istanza di divorzio da Pitt citando differenze inconciliabili. Nell'aprile 2019 la corte ha restituito legalmente ai due attori lo status di single e l'attrice è tornata a utilizzare come cognome Jolie.

### Figli
Il 10 marzo 2002 Angelina Jolie adotta il suo primo figlio, Chivan Maddox. Il bambino era nato il 5 agosto 2001 a Rath Vibol, in Cambogia e inizialmente viveva in un orfanotrofio di Battambang. La Jolie decise per l'adozione dopo aver visitato due volte la Cambogia, durante le riprese di Lara Croft: Tomb Raider e durante un viaggio per l'UNHCR. Dopo il divorzio dal suo secondo marito, Billy Bob Thornton, l'attrice ha ricevuto l'affidamento di Maddox.
Il 6 luglio 2005 ha adottato una bambina di sei mesi, originaria dell'Etiopia, Zahara Marley. La bambina era nata l'8 gennaio 2005 ed era stata chiamata dalla madre biologica Yemsrach. Zahara era ospitata al Wide Horizons for Children, un orfanotrofio di Addis Abeba. La piccola, al suo arrivo negli Stati Uniti, è stata ricoverata in ospedale per disidratazione e malnutrizione.
Il 27 maggio 2006 dà alla luce la sua prima figlia naturale a Swakopmund, Namibia, avuta da Brad Pitt. La bambina è stata chiamata Shiloh Nouvel.
Il 15 marzo 2007 ha adottato Pax Thien, un bambino di tre anni del Vietnam, nato il 29 novembre 2003.
Il 12 luglio 2008 all'ospedale pediatrico Lenval di Nizza, in Francia, l'attrice ha dato alla luce due gemelli, Knox e Vivienne, avuti da Brad Pitt, un bambino e una bambina. I diritti per le prime immagini dei bambini sono stati venduti alle note riviste People e Hello per 14 milioni di dollari.
Jolie ha 6 figli in totale.

### Interventi
Il 14 maggio 2013 la Jolie pubblica un articolo sul New York Times, nel quale scrive di essersi sottoposta a un intervento di duplice mastectomia per prevenire il rischio di sviluppare un cancro al seno. L'attrice ha infatti dichiarato di avere la mutazione del gene BRCA1 e secondo i medici aveva una probabilità dell'87% di sviluppare il cancro alla mammella e del 50% di sviluppare il cancro alle ovaie, dato che la madre, la nonna e la zia erano morte per la stessa causa. Grazie all'asportazione delle mammelle, le probabilità sono calate al 5%. Dopo l'annuncio della mastectomia, il settimanale statunitense Time le dedica una copertina. Il 24 marzo 2015 annuncia, sempre sul New York Times, di essersi sottoposta anche a ovariectomia, per abbattere le probabilità di soffrire di cancro alle ovaie.

## Filantropia

### L'impegno con le Nazioni Unite

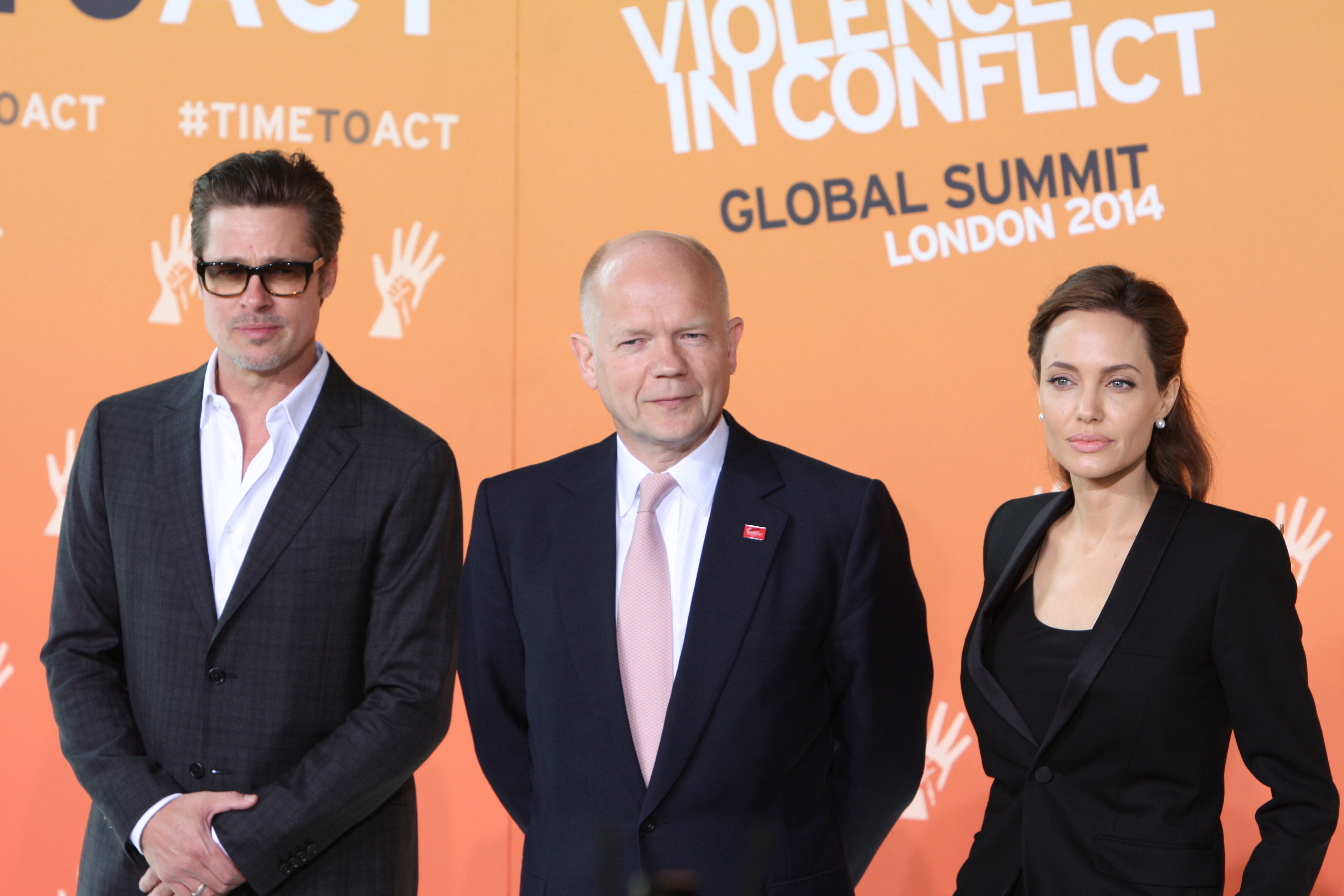
Angelina Jolie con l'ex marito Brad Pitt e il segretario inglese William Hague nel 2014

Angelina Jolie venne personalmente a conoscenza della grossa crisi umanitaria durante le riprese di Lara Croft: Tomb Raider avvenute in Cambogia, dove poté vedere con i propri occhi le condizioni di miseria e povertà del paese. Si rivolse all'UNHCR per maggiori informazioni sui focolai di crisi internazionale. Nei mesi successivi ha deciso di visitare personalmente diversi campi profughi sparsi per il mondo, per imparare di più sulla situazione e le condizioni in certe zone. Nel febbraio del 2001 intraprese una missione di 18 giorni tra Sierra Leone e Tanzania, nei mesi successivi tornò in Cambogia per due settimane e in seguito incontrò i rifugiati afgani in Pakistan, donando loro 1 milione di dollari, in risposta all'emergenza internazionale lanciata dall'UNHCR. Alla fine del suo viaggio, l'attrice dichiarò:
(Angelina Jolie)
Impressionati dal suo interesse e dalla sua devozione per la causa, il 27 agosto 2001 a Ginevra, l'UNHCR la nominò Ambasciatrice di Buona Volontà. Durante i suoi primi tre anni come ambasciatrice la Jolie ha concentrato i suoi sforzi nelle missioni sul campo, visitando rifugiati e sfollati in tutto il mondo. Nel 2002 ha visitato campi profughi in Thailandia e in Ecuador. In seguito si è recata in alcuni impianti UNHCR in Kosovo e ha finanziato una visita a Kakuma, in un campo profughi in Kenya, soprattutto con i rifugiati dal Sudan. Ha anche incontrato i rifugiati angolani durante le riprese di Amore senza confini, tenutesi in Namibia.
Nel 2003 ha intrapreso una missione di sei giorni in Tanzania, visitando campi che ospitavano rifugiati congolesi. Successivamente si è recata per una settimana in Sri Lanka, nello stesso periodo ha intrapreso una missione di quattro giorni in Russia, viaggiando attraverso il Caucaso del nord. In concomitanza con l'uscita del film Amore senza confini, ha pubblicato Notes from My Travels (Appunti dai miei viaggi), stralci del suo diario di viaggio, tenuto durante le sue missioni tra il 2000 e il 2001. Nel corso di un soggiorno privato in Giordania nel dicembre 2003, ha chiesto di visitare i profughi iracheni nella Giordania orientale, pochi mesi dopo è andata in Egitto per incontrare i rifugiati sudanesi.
Nel 2004 per il suo primo viaggio per le Nazioni Unite negli Stati Uniti è andata in Arizona, visitando alcuni detenuti richiedenti asilo politico. Dopo che la situazione in Sudan andava peggiorando, la Jolie andò al confine del Ciad, incontrando i rifugiati fuggiti dalla guerra in atto nel Darfur. Sempre nel 2004, si è incontrata con i rifugiati afgani in Thailandia e ha soggiornato in Libano durante le vacanze di Natale, visitando alcuni giovani rifugiati e pazienti affetti da tumore nella capitale libanese.

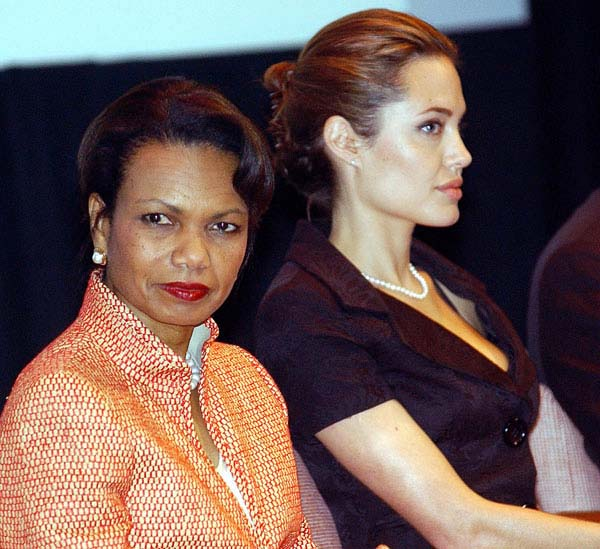
Condoleezza Rice e Angelina Jolie alla giornata mondiale dei profughi nel 2005

Nel 2005 torna a far visita ai rifugiati afgani in Pakistan. In quell'occasione è stata ricevuta dal Presidente del Pakistan Pervez Musharraf e dal Primo Ministro Shaukat Aziz; successivamente tornò in Pakistan assieme al compagno Brad Pitt, per vedere con i propri occhi la situazione del paese dopo il terremoto del Kashmir, avvenuto l'8 ottobre 2005.
Nel 2006 la coppia Jolie-Pitt ha soggiornato ad Haiti, dove hanno visitato una scuola sostenuta dalla fondazione creata dal musicista Wyclef Jean; inoltre hanno trascorso il Natale a San José, in Costa Rica, intrattenendosi con i rifugiati colombiani e distribuendo regali. Angelina Jolie e il compagno hanno donato 1 milione di dollari a tre organizzazioni di primo soccorso in Ciad e in Darfur.
Successivamente l'attrice si è recata per la prima volta in Siria ed è tornata due volte in Iraq, dove si è incontrata con i profughi iracheni e con le truppe dell'esercito statunitense.
La Jolie partecipa regolarmente alla giornata mondiale dei profughi, che si tiene a Washington, ed è stata invitata a parlare al forum economico mondiale a Tavate nel 2005 e nel 2006. Nel 2005 ha preso parte a un pranzo del National Press Club, dove ha annunciato la fondazione del National Center for Refugee and Immigrant Children, un'organizzazione che fornisce gratuitamente aiuto giuridico ai richiedenti di asilo, che l'attrice ha personalmente finanziato con una donazione di 500.000 dollari per i primi due anni. In aggiunta al suo coinvolgimento politico, l'attrice ha cominciato a usare la sua popolarità per promuovere le cause umanitarie attraverso i mass media, ha girato uno speciale per MTV, The Diary Of Angelina Jolie & Dr. Jeffrey Sachs in Africa. Nel 2006 la Jolie ha annunciato la fondazione della Jolie/Pitt Foundation, finanziando organizzazioni come Global Action for Children e Medici senza frontiere, donando un milione di dollari ciascuno.
Angelina Jolie ha ricevuto molti riconoscimenti per le sue opere umanitarie, nel 2003 si è guadagnata il premio Citizen of the World Award, mentre nel 2007 ha ricevuto il Freedom Award, dallo stesso anno è divenuta membro dell'organizzazione Council on Foreign Relations.
Nel giugno del 2011, nel suo ruolo di ambasciatrice di buona volontà per Alto commissariato delle Nazioni Unite per i rifugiati, ha visitato un campo profughi in Turchia, dove sono protetti i siriani che sono fuggiti dalla repressione di Bashar al-Assad, durante la rivolta siriana del 2011. Pochi giorni dopo l'attrice, in occasione della Giornata internazionale per i rifugiati, si è recata a Lampedusa dove ha incontrato i profughi ospitati nella struttura di contrada Imbriacola. Durante la visita, l'attrice ha voluto lasciare le proprie impronte digitali, come avviene per l'identificazione dei migranti.
Il 16 novembre 2013 ha ricevuto il Premio umanitario Jean Hersholt, durante la quinta cerimonia annuale dei Governors Awards, per le sue opere di carità svolte durante il decennio precedente in collaborazione con l'Alto commissariato delle Nazioni Unite per i rifugiati, partecipando a più di quaranta spedizioni, come quelle di aiuto ai rifugiati in Cambogia e Siria. Nel 2016 visita il campo profughi di Azraq, in Giordania dove ha denunciato ancora una volta le pessime condizioni nelle quali sono costretti a vivere 60.000 profughi siriani in fuga dalla guerra. Nel giugno 2019, in qualità di ambasciatrice Unhcr, visita la frontiera tra Colombia e Venezuela per incontrare i rifugiati.
Angelina Jolie è anche una grande amante degli animali e per questo ogni anno destina diverse donazioni ad associazioni che si occupano della cura e della protezione degli amici a quattro zampe in difficoltà. Accodandosi alle iniziative di molti altri protagonisti dei jet set internazionali anche la diva di Hollywood ha destinato una cospicua donazione di un milione di dollari per combattere l'emergenza sociale scatenata dalla pandemia di COVID-19. In particolare i fondi sono stati devoluti alla charity No Kid Hungry che si occupa di preparare pasti per bambini in difficoltà.

### Attivismo
Oltre ai suoi impegni umanitari Angelina Jolie è attiva anche nel tutelare gli animali, opponendosi all'utilizzo di pellicce come capi d'abbigliamento e facendo donazioni a organizzazioni che si occupano di curare animali abbandonati o maltrattati. Nel 2017 infatti la Jolie-Pitt Foundation ha finanziato, in collaborazione con il Ministero dell'Ambiente e del Turismo della Namibia e con la fondazione N/a'an ku sê Foundation, la nascita di un santuario intitolato alla figlia primogenita, la  Shiloh Wildlife Sanctuary, con l'obiettivo principale di fornire cure agli animali vittime del bracconaggio.
Con l’ex compagno Brad Pitt si è dichiarata favorevole al matrimonio tra persone dello stesso sesso e contraria a discriminazioni e diversità di trattamento e opzioni di vita. La coppia nel 2012 affermò che, in caso di matrimonio, avrebbe preferito sposarsi in uno Stato che consenta le unioni gay. Il loro matrimonio si è infatti celebrato in Francia, dove tali unioni sono permesse.
Nel 2013 fa una visita a sorpresa alla riunione del G8 di Londra, dove tiene un discorso contro gli stupri sulle donne nelle zone di guerra.

## Filmografia

### Attrice

#### Cinema
- Cercando di uscire (Lookin' to Get Out), regia di Hal Ashby (1982)
- Cyborg 2, regia di Michael Schroeder (1993)
- Without Evidence, regia di Gill Dennis (1995)
- Hackers, regia di Iain Softley (1995)
- È solo l'amore che conta (Love Is All There Is), regia di Joseph Bologna e Renée Taylor (1996)
- Foxfire, regia di Annette Haywood-Carter (1996)
- Desert Moon (Mojave Moon), regia di Kevin Dowling (1996)
- Playing God, regia di Andy Wilson (1997)
- Hell's Kitchen - Le strade dell'inferno (Hell's Kitchen), regia di Tony Cinciripini (1998)
- Scherzi del cuore (Playing by Heart), regia di Willard Carroll (1998)
- Gia - Una donna oltre ogni limite (1998)
- Falso tracciato (Pushing Tin), regia di Mike Newell (1999)
- Il collezionista di ossa (The Bone Collector), regia di Phillip Noyce (1999)
- Ragazze interrotte (Girl, Interrupted), regia di James Mangold (1999)
- Fuori in 60 secondi (Gone in Sixty Seconds), regia di Dominic Sena (2000)
- Lara Croft: Tomb Raider, regia di Simon West (2001)
- Original Sin, regia di Michael Cristofer (2001)
- Una vita quasi perfetta (Life or Something Like It), regia di Stephen Herek (2002)
- Lara Croft: Tomb Raider - La culla della vita (Lara Croft: Tomb Raider – The Cradle of Life), regia di Jan de Bont (2003)
- Amore senza confini (Beyond Borders), regia di Martin Campbell (2003)
- Identità violate (Taking Lives), regia di D. J. Caruso (2004)
- Sky Captain and the World of Tomorrow, regia di Kerry Conran (2004)
- The Fever, regia di Carlo Gabriel Nero (2004) – cameo
- Alexander, regia di Oliver Stone (2004)
- Mr. & Mrs. Smith, regia di Doug Liman (2005)
- The Good Shepherd - L'ombra del potere (The Good Shepherd), regia di Robert De Niro (2006)
- A Mighty Heart - Un cuore grande (A Mighty Heart), regia di Michael Winterbottom (2007)
- La leggenda di Beowulf (Beowulf), regia di Robert Zemeckis (2007)
- Changeling, regia di Clint Eastwood (2008)
- Wanted - Scegli il tuo destino (Wanted), regia di Timur Bekmambetov (2008)
- Salt, regia di Phillip Noyce (2010)
- The Tourist, regia di Florian Henckel von Donnersmarck (2010)
- Maleficent, regia di Robert Stromberg (2014)
- By the Sea, regia di Angelina Jolie (2015)
- Maleficent - Signora del male (Maleficent: Mistress of Evil), regia di Joachim Rønning (2019)
- Alice e Peter (Come Away), regia di Brenda Chapman (2020)
- Quelli che mi vogliono morto (Those Who Wish Me Dead), regia di Taylor Sheridan (2021)
- Eternals, regia Chloé Zhao (2021)
- Maria, regia di Pablo Larraín (2024)

#### Televisione
- True Women - Oltre i confini del west (True Women), regia di Karen Arthur – miniserie TV (1997)
- George Wallace, regia di John Frankenheimer – film TV (1997)
- Gia - Una donna oltre ogni limite (Gia), regia di Michael Cristofer – film TV (1998)

#### Videoclip
- Alta marea di Antonello Venditti (1991)
- Stand By My Woman di Lenny Kravitz (1991)
- It's About Time dei Lemonheads (1993)
- Rock & Roll Dreams Come Through dei Meat Loaf (1994)
- Anybody Seen My Baby? dei Rolling Stones (1997)
- Elevation degli U2 (2001)
- Did My Time dei Korn (2003)

### Regista
- A Place in Time (2007) - Documentario
- Nella terra del sangue e del miele (In the Land of Blood and Honey) (2011)
- Unbroken (2014)
- By the Sea (2015)
- Per primo hanno ucciso mio padre (First They Killed My Father) (2017)
- Senza sangue (Without Blood) (2024)

### Doppiatrice
- Shark Tale, regia di Bibo Bergeron e Vicky Jenson (2004)
- Kung Fu Panda, regia di Mark Osborne e John Stevenson (2008)
- La festività di Kung Fu Panda (Kung Fu Panda Holiday Special), regia di Tim Johnson – cortometraggio (2010)
- Kung Fu Panda 2, regia di Jennifer Yuh (2011)
- Kung Fu Panda - I segreti dei maestri (Kung Fu Panda: Secrets of the Masters), regia di Anthony Leondis – cortometraggio (2011)
- Kung Fu Panda 3, regia di Jennifer Yuh (2016)
- L'unico e insuperabile Ivan (The One and Only Ivan), regia di Thea Sharrock (2020)

### Produttrice
- Lovesick, regia di Sam B. Lorn (2005)
- Nella terra del sangue e del miele (In the Land of Blood and Honey), regia di Angelina Jolie (2011)
- Maleficent, regia di Robert Stromberg (2014)
- Difret - Il coraggio per cambiare, regia di Zeresenay Berhane Mehari (2014)
- Unbroken, regia di Angelina Jolie (2014)
- By the Sea, regia di Angelina Jolie (2015)
- I racconti di Parvana - The Breadwinner (The Breadwinner), regia di Nora Twomey (2017)
- Per primo hanno ucciso mio padre (First They Killed My Father), regia di Angelina Jolie (2017)
- Maleficent - Signora del male (Maleficent - Mistress of Evil), regia di Joachim Rønning (2019)
- L'unico e insuperabile Ivan (The One and Only Ivan), regia di Thea Sharrock (2020)

### Sceneggiatrice
- Nella terra del sangue e del miele (In the Land of Blood and Honey), regia di Angelina Jolie (2011)
- Unbroken, regia di Angelina Jolie (2014)
- By the Sea, regia di Angelina Jolie (2015)
- Per primo hanno ucciso mio padre (First They Killed My Father), regia di Angelina Jolie (2017)

## Riconoscimenti
- Premio Oscar
  - 2000 – Migliore attrice non protagonista per Ragazze interrotte
  - 2009 – Candidatura per la migliore attrice per Changeling
  - 2014 – Premio umanitario Jean Hersholt

- Golden Globe
  - 1998 – Migliore attrice non protagonista in una miniserie o film televisivo per George Wallace
  - 1999 – Migliore attrice in una miniserie o film televisivo per Gia - Una donna oltre ogni limite
  - 2000 – Migliore attrice non protagonista per Ragazze interrotte
  - 2008 – Candidatura per la migliore attrice in un film drammatico per A Mighty Heart - Un cuore grande
  - 2009 – Candidatura per la migliore attrice in un film drammatico per Changeling
  - 2011 – Candidatura per la migliore attrice in un film commedia o musicale per The Tourist
  - 2012 – Candidatura per il miglior film straniero per Nella terra del sangue e del miele
  - 2018 – Candidatura per il miglior film straniero per Per primo hanno ucciso mio padre
  - 2025 - Candidatura per la migliore attrice in un film commedia o musicale per Maria

- British Academy of Film and Television Arts
  - 2009 – Candidatura per la migliore attrice per Changeling
  - 2018 – Candidatura per il miglior film straniero per Per primo hanno ucciso mio padre

- Premio Emmy
  - 1998 – Candidatura per la migliore attrice non protagonista in una miniserie o film televisivo per George Wallace
  - 1998 – Candidatura per la migliore attrice in una miniserie o film televisivo per Gia – Una donna oltre ogni limite

- Screen Actors Guild Award
  - 1999 – Migliore attrice in una miniserie o film televisivo per  Gia - Una donna oltre ogni limite
  - 2000 – Migliore attrice non protagonista per Ragazze interrotte
  - 2008 – Candidatura per la migliore attrice per A Mighty Heart – Un cuore grande
  - 2009 – Candidatura per la migliore attrice per Changeling

## Doppiatrici italiane
Nelle versioni in italiano delle opere in cui ha recitato, Angelina Jolie è stata doppiata da:
- Claudia Catani in Mr. & Mrs. Smith, A Mighty Heart - Un cuore grande, Changeling, Wanted - Scegli il tuo destino, Maleficent, Maleficent - Signora del male, Alice e Peter, Quelli che mi vogliono morto, Eternals, Maria
- Eleonora De Angelis in Hell's Kitchen - Le strade dell'inferno, Il collezionista di ossa, Ragazze interrotte, Salt, The Tourist
- Silvia Tognoloni in Lara Croft: Tomb Raider, Original Sin, Lara Croft: Tomb Raider - La culla della vita, Amore senza confini, The Good Shepherd - L'ombra del potere
- Giuppy Izzo in Gia - Una donna oltre ogni limite, Falso tracciato
- Gabriella Borri in Fuori in 60 secondi, Sky Captain and the World of Tomorrow
- Roberta Pellini in Identità violate, By the Sea
- Emanuela Rossi in Alexander, La leggenda di Beowulf
- Cristiana Lionello in Cyborg 2
- Ilaria Latini in Hackers
- Maura Cenciarelli in Desert Moon
- Paola Majano in Playing God
- Laura Lenghi in True Women - Oltre i confini del West
- Ilaria Stagni in Scherzi del cuore
- Francesca Fiorentini in Una vita quasi perfetta
- Anna Tuveri in Una vita quasi perfetta (ridoppiaggio)

Da doppiatrice è sostituita da:
- Francesca Fiorentini in Kung Fu Panda, La festività di Kung Fu Panda, Kung Fu Panda 2, Kung Fu Panda - I segreti dei maestri, Kung Fu Panda 3
- Luisa Corna in Shark Tale[95]
- Claudia Catani in L'unico e insuperabile Ivan